# Glasshuvudvärk
Glasshuvudvärk eller "brain freeze" kallas den plötsliga, kortvariga huvudvärk som vissa människor upplever då de äter glass eller annan kall mat.
Det har funnits olika teorier om den exakta orsaken till fenomenet, men värken uppstår då kyla påverkar nerver i gommen, som exempelvis trillingnerven (nervus trigeminus).
Enligt en grupp forskare vid Harvard Medical School är det inte kylan som orsakar smärtan, utan värme. När det kalla når gommen sänds signaler som ökar blodflödet i den artär som förser hjärnan med syre. Hjärnan överhettas då för att kompensera för kylan, och det är denna överhettning som orsakar smärtan. Efter en liten stund drar sig blodkärlen samman igen och smärtan försvinner.